# Csomád
Cet article concerne le village de Hongrie. Pour le volcan de Roumanie, voir Ciomadul.
Csomád est un village et une commune du comitat de Pest en Hongrie.